# Lizzie Cundy
Elizabeth Cundy, nata Miller (Londra, 5 febbraio 1970), è un'attrice, conduttrice televisiva e personaggio televisivo britannica.

## Inizi
Cundy è apparsa su ITV nel Programma televisivo della serie A Day with a Designer This Morning e compare regolarmente su dibattiti e funzioni da allora. Ha ricoperto la Coppa del Mondo per la GMTV ed è diventata uno dei principali specialisti del dibattito.
Nel 2012 Cundy è diventata il Red Carpet Reporter per la rassegna cinematografica di ITV2 e mostra ITV al cinema insieme a David Bass e James King.
Lizzie ha poi condotto un programma calcistico intitolato Wags World ed è stata la principale reporter dello Showbiz per OKTV.
Nel 2010, Lizzie e Jason hanno entrambi vinto Celebrity Four Weddings , Lizzie ha affrontato David Van Day , Katie Hopkins e Francine Lewis. Aveva una colonna di bellezza e stile in Town and Country House. Lizzie ha una colonna dello spettacolo per OK Magazine e il paper Express Cundy ha interpretato il ruolo principale nel WAGS del West End Musical 2014. Lizzie lavora e si esibisce nel programma di questo giorno, Good Morning Britain e Alan Titchmarsh come Sky News.

## Lavori attuali
Cundy conduce uno spettacolo chiamato WAGS World su Wedding TV. Inoltre, è co-conduttrice del programma di makeover della realtà chiamato So Would You Dump Me Now? con Sue Moxley anche per SKY Wedding TV. Sta anche filmando Sporting Icon WAGS e appare come ospite su This Morning , con più di cinquanta presenze dal 2008 su ITV, e Celebrity Big Brother's Bit on the Side , 2012-presente. Lizzie è regolarmente protagonista di Daybreak. Cundy scrive una colonna per OK! Magazine e Daily Express . Cundy presenta lo spettacolo di lifestyle su Sky chiamato London Style.
Cundy è una presentatrice radiofonica per FUBAR Radio, dove conduce un programma settimanale di chat showbiz intitolato Access All Areas assieme al giornalista Stephen Leng: nel programma, Cundy ha intervistato Jemma Lucy, Aston Merrygold e Lydia Rose Bright.

## Vita privata
Cundy sposò il calciatore del Chelsea Jason Cundy nel 1994, ma si separarono nel 2010 e divorziarono nel dicembre 2012. la coppia ha avuto due figli. È una sostenitrice del Partito Conservatore britannico.